# 烂坝子乡
烂坝子乡，是中华人民共和国四川省凉山彝族自治州雷波县曾经下辖的一个乡。2020年6月，撤销烂坝子乡，将其所属行政区域划归桂花乡管辖。

## 行政区划
烂坝子乡撤销前下辖以下地区：
双河村、烂坝子村、马路口村和田坝子村。